# La Chasse à l'hippopotame et au crocodile
La Chasse à l'hippopotame et au crocodile est un tableau de Pierre Paul Rubens réalisé vers 1615. Il représente deux chiens de chasse, deux hommes torse nu et des cavaliers habillés à l'orientale s'attaquant à un hippopotame et un crocodile. 
La composition reprend celle de La Bataille d'Anghiari par Léonard de Vinci. Eugène Delacroix a commenté très favorablement ce tableau.

## Contexte

### Rubens dans les années 1615

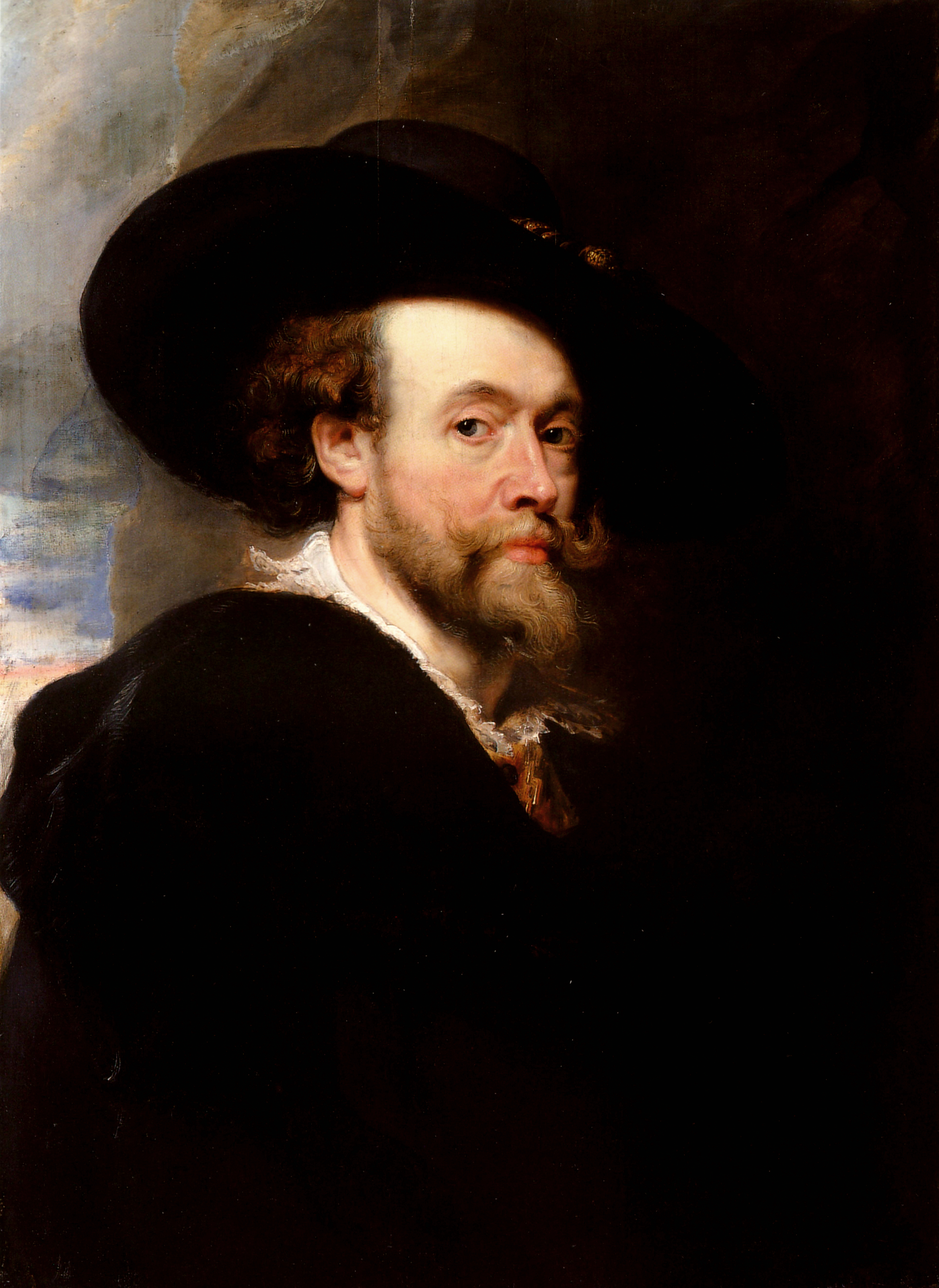
Pierre Paul Rubens, autoportrait de 1623.

Né à Siegen en 1577, Pierre Paul Rubens a eu une influence considérable dans l'art européen du XVIIe siècle, considéré comme l'instigateur avec Rembrandt du style baroque,. En 1587, il entre en formation dans l'atelier anversois d'Adam van Noort. De 1600 à 1608, Rubens part en Italie où il reçoit l'influence des peintres italiens de la Renaissance, notamment de Titien, Le Tintoret, Le Caravage et Michel-Ange, mais également de Giulio Romano. 
Rubens retourne et travaille dans son propre atelier d'Anvers de la fin de l'année 1608 à 1621,. Dans les années 1610 et 1620, époque correspondant à la mise en œuvre de La Chasse au tigre, l'art de Rubens est imprégné de thèmes dramatiques et passionnels. Dès son retour d'Italie, deux séries de tableaux peuvent être distinguées : la première se caractérise par un échelonnement des personnages en profondeur, comme dans La Défaite de Sennacherib, alors que dans la seconde, la majorité des figures sont placées au premier plan, comme La Chasse au tigre. Le style de Rubens, antérieurement plus influencé par Le Caravage et Michel-Ange, devient plus classique, avec une structure harmonieuse, des personnages plus sculpturaux et des couleurs saturées, marqués par des œuvres comme La Descente de Croix de la cathédrale Notre-Dame d'Anvers.

### Le thème de la chasse

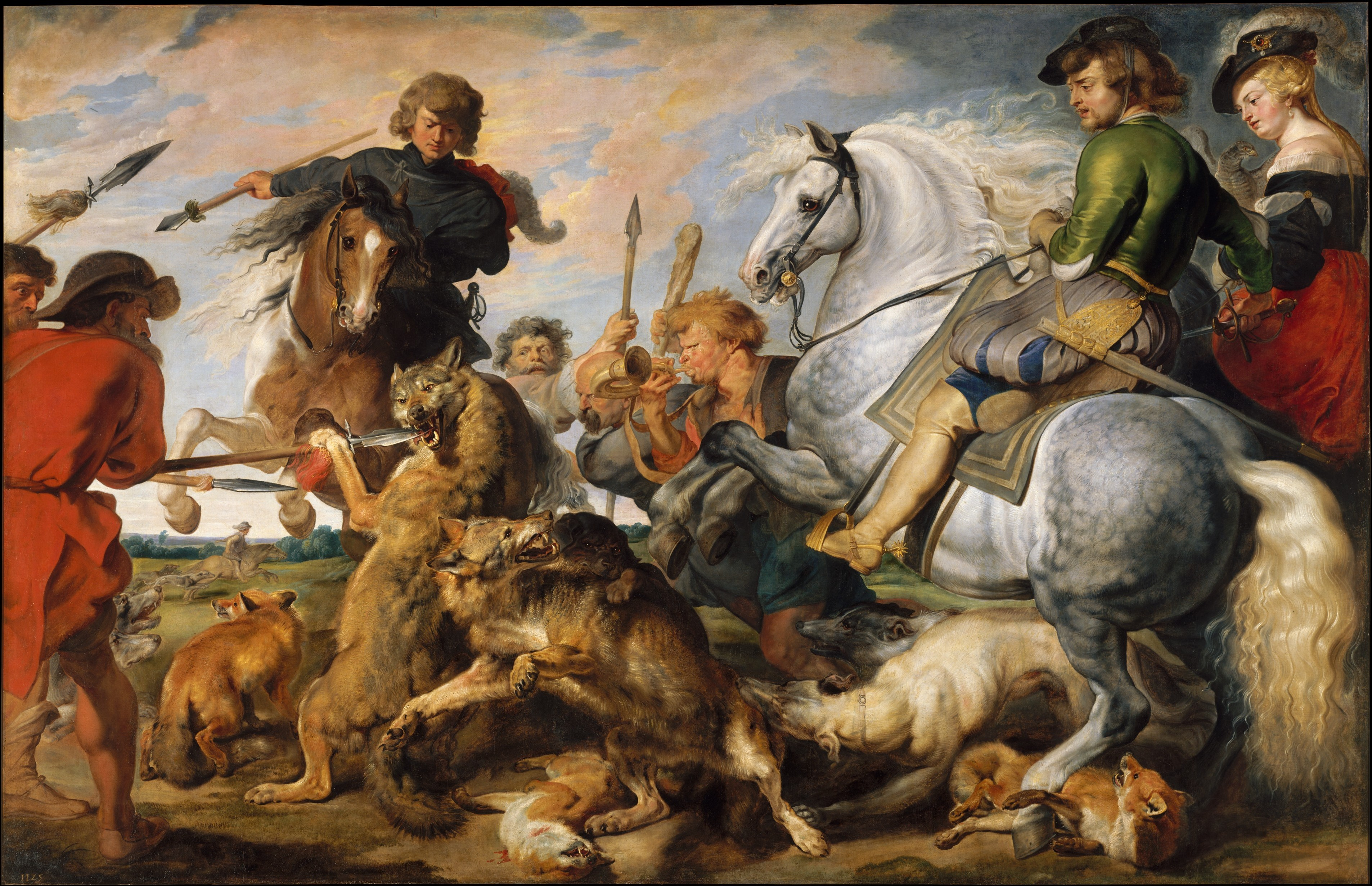
La Chasse au loup et au renard est la première œuvre de Rubens entièrement consacrée au thème de la chasse.

Le thème de la chasse est très populaire du milieu du XVIe siècle jusqu'au XVIIIe siècle. Il est très proche de celui des batailles, également fréquent à cette époque. Ces deux thèmes sont très présents dans l’œuvre de Rubens,, qui est considéré comme l'un des artistes ayant renouvelé ce genre sous-exploité depuis la Renaissance. 
Entre 1616 et 1621, Rubens peint une succession de scènes de chasse extrêmement dynamiques, dont la technique et la composition s'améliorent de tableaux en tableaux. Cette première période créative commence par La Chasse au loup et au renard pour culminer par La Chasse au  lion de l'Alte Pinakothek. Selon Arnout Balis, les œuvres ultérieures sont plus formelles et routinières, jusqu'à la seconde période créative qui s'étale de la fin des années 1620 à 1640.
Les tableaux de la première période montrent que Rubens a volontairement utilisé les codes des peintres de cour, en glorifiant la noblesse. En effet, la chasse est un symbole de ce statut social, puisqu'il sous-entend la possession d'importants terrains. C'est également une véritable passion pour de nombreux souverains d'Europe. Rubens est tout à fait conscient de l'intérêt suscité par ses peintures de chasse et a compris leur potentiel de vente auprès des classes dirigeantes. Toutefois, la créativité exprimée ne s'explique pas totalement par un but purement mercantile.

## Historique

### La commande
La Chasse à l'hippopotame et au crocodile fait partie d'un ensemble décoratif de quatre tableaux avec La Chasse au tigre, La Chasse au sanglier et La Chasse au lion commandés par le prince-électeur Maximilien Ier de Bavière, entre 1615 et 1616. 

Les trois autres tableaux de l'ensemble décoratif de Schleissheim
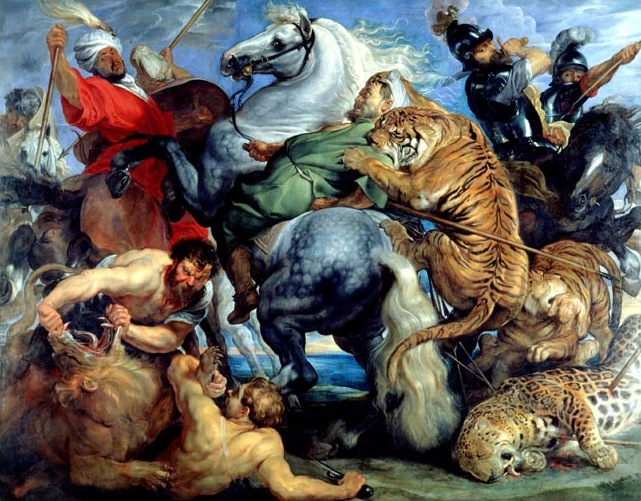
La Chasse au tigre
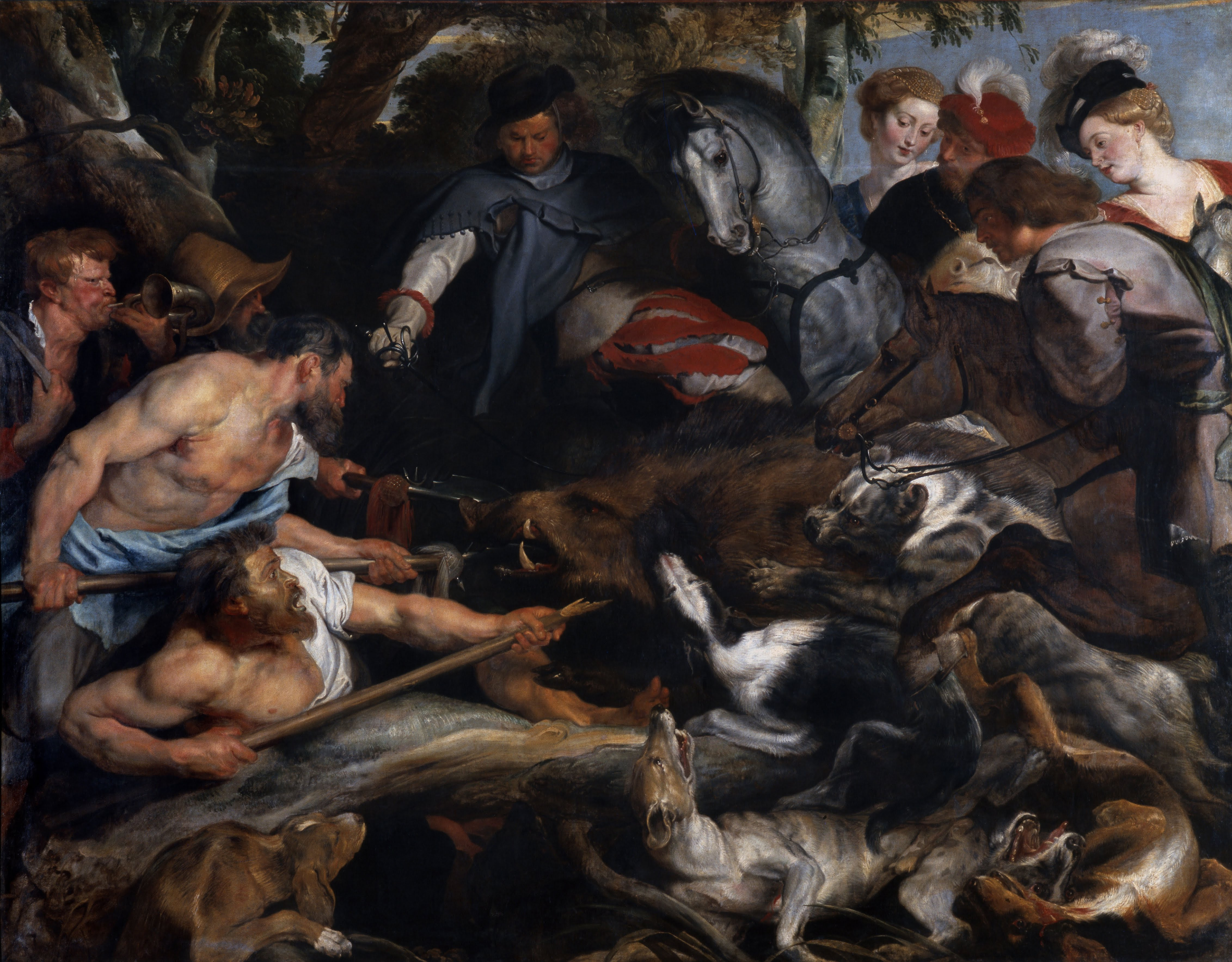
La Chasse au sanglier
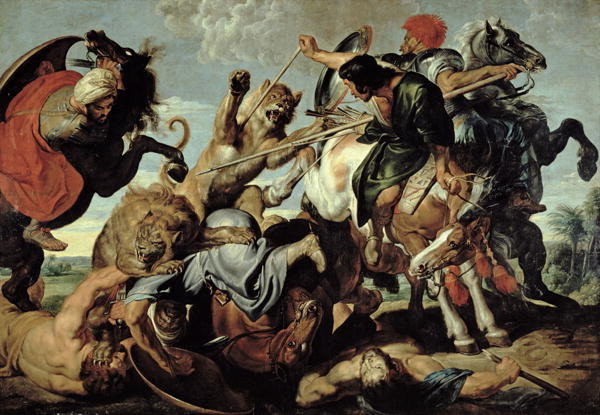
La Chasse au lion - réplique

Un paiement de 1 400 florins de la cour de Munich en 1619 pour des peintures d'Anvers pourrait être relié aux toiles de la suite décorative de Maximilien de Bavière. 
Les quatre chasses ont vraisemblablement été peintes peu de temps après La Chasse au loup et au renard. Maximilien de Bavière connait probablement ce tableau grâce à ses contacts à la cour de l'archiduché de Bruxelles. On ignore si les sujets de ces quatre tableaux ont été suggérés par le commanditaire ou par Rubens lui-même. Arnout Balis suggère que Rubens a pu peindre de sa propre initiative certains tableaux de l'ensemble décoratif, puis recevoir des directives spécifiques des représentants de Maximilien de Bavière. 
L'ensemble des quatre tableaux est exposé dans l’Altes Schloss du château de Schleissheim, dont la décoration est dominée par les thèmes agricoles et pastoraux. En 1637, la série de quatre tableaux est bien inventoriée au château, partagé entre l'Abclaidtzimer (le vestiaire) et le Taflzimer (la salle à manger). Au cours du XVIIIe siècle, l'ensemble décoratif est transféré au Neues Schloss.

### Dispersion de l'ensemble décoratif
Le 12 fructidor an VIII (30 août 1800), ces quatre tableaux sont envoyés par Étienne Neveu depuis Munich parmi 72 œuvres,. Une lettre du 27 fructidor an VIII (14 septembre 1800) signée par Napoléon Bonaparte signale qu'il s'agit de dons et que les quatre tableaux sont « un témoignage de l'estime qu'inspire le gouvernement ». Considérés comme des copies de Rubens, les quatre tableaux arrivent le 18 brumaire an IX (9 novembre 1800) au musée central des Arts, actuellement musée du Louvre, où ils seront exposés brièvement. En 1811, La Chasse au tigre est envoyée au musée des beaux-arts de Rennes, lors du 2e envoi du musée des Arts de Paris. 
Les tableaux sont dispersés : La Chasse au sanglier au musée des beaux-arts de Marseille,, La Chasse à l'hippopotame et au crocodile à l'Alte Pinakothek à Munich, La Chasse au tigre au musée des beaux-arts de Rennes, La Chasse au lion à Bordeaux. La Chasse au lion est détruite lors d'un incendie en 1870, et seule une réplique d'une collection privée anglaise est parvenue jusqu'à nous. La Chasse à l'hippopotame et au crocodile est la seule retournée en Allemagne. Les trois autres tableaux de l'ensemble de Schleissheim n'ont jamais été réclamés après les guerres napoléoniennes.

### Popularité
Les quatre scènes de chasse de Maximilien de Bavière sont considérées comme les meilleurs exemples de l'habileté de Rubens à dépeindre des animaux sauvages dans des postures héroïques. La Chasse à l'hippopotame et au crocodile est commenté par Eugène Delacroix dans son Journal le 25 janvier 1847. Il juge l’œuvre de meilleure qualité que La Chasse au lion, également présentée à l'Alte Pinakothek.

« Au contraire, dans la Chasse à l’hippopotame, les détails n’offrent point le même effort d’imagination ; on voit sur le devant un crocodile qui doit être assurément dans la peinture un chef-d’œuvre d’exécution ; mais son action eût pu être plus intéressante. L’hippopotame, qui est le héros de l’action, est une bête informe qu’aucune exécution ne pourrait rendre supportable. L’action des chiens qui s’élancent est très énergique, mais Rubens a répété souvent cette intention. Sur la description, ce tableau semblera de tout point inférieur au précédent ; cependant, par la manière dont les groupes sont disposés, ou plutôt du seul et unique groupe qui forme le tableau tout entier, l’imagination reçoit un choc, qui se renouvelle toutes les fois qu’on y jette les yeux, de même que, dans la Chasse aux lions, elle est toujours jetée dans la même incertitude par la dispersion de la lumière et l’incertitude des lignes.
Dans la Chasse à l’hippopotame, le monstre amphibie occupe le centre ; cavaliers, chevaux, chiens, tous se précipitent sur lui avec fureur. La composition offre à peu près la disposition d’une croix de Saint-André, avec l’hippopotame au milieu. L’homme renversé à terre et étendu dans les roseaux sous les pattes du crocodile, prolonge par en bas une ligne de lumière qui empêche la composition d’avoir trop d’importance dans la partie supérieure, et ce qui est d’un effet incomparable, c’est cette grande partie du ciel qui encadre le tout de deux côtés, surtout dans la partie gauche qui est entièrement nue, et donne à l’ensemble, par la simplicité de ce contraste, un mouvement, une variété, et en même temps une unité incomparables. »

— Eugène Delacroix

## Analyse

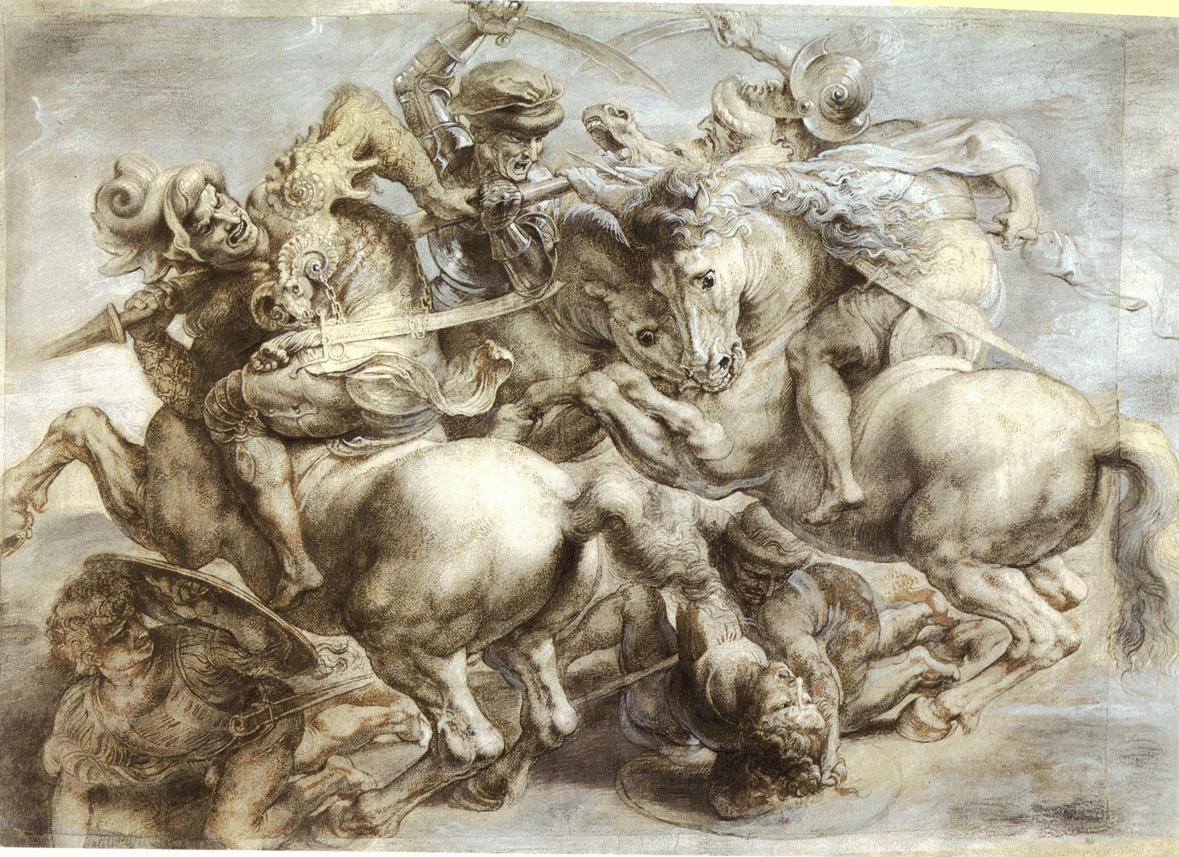
Copie de La Bataille d'Anghiari par Rubens.

Lors de son voyage en Italie, Rubens découvre des copies et une estampe de La Bataille d'Anghiari célèbre fresque de Léonard de Vinci, peinte au Palazzo Vecchio à Florence et déjà disparue à l'époque de Rubens. L'artiste en fait au moins deux dessins. Les gravures de chasse du graveur flamand Philippe Galle (1537-1612) sont également une source d'influence. 
Les scènes de chasse de Rubens sont des toiles de grande taille, et il est possible que des membres de son atelier aient largement contribué à la réalisation de ses œuvres, notamment Van Dyck et Soutman, ses assistants. Frans Snyders a contribué à l'ensemble des quatre scènes de chasse de Schleissheim. 